# Ferenczy Gyula (színművész)
Ferenczy Gyula (Győr, 1851. – Székesfehérvár, 1887. március 9.) magyar színész.

## Életútja
1869. február 8-án lett színész Lászy Vilmosnál. 1880-ban Szegedi Mihálynál, utána Polgár Gyula társulatánál. 1884-ben újra Lászynál játszott, év végén pedig már Aradi Gerőnél, Pécsett. 1886 januárjában Somogyi Károlynál Debrecenben játszott, majd az év második felében már Szarvason volt Komlósy Józsefnél szerződésben, a decembertől fehérvári színtársulatban.
Nevét a kedvelt színészek sorában találjuk. Szívszélhűdés következtében hirtelen elhunyt 37 éves korában, 17 évi színészi működést követően.
Neje: Kócsi Horváth Ilon, színésznő, született 1839-ben. Színésznő lett 1863-ban, Molnár Györgynél.